# Spiranthes hachijoensis
Spiranthes hachijoensis je druh kvetoucí rostliny z čeledi vstavačovitých (Orchidaceae).
Druh byl identifikován v roce 2012, ale oficiálně popsán až v roce 2023 a pojmenován podle japonského ostrova Hačidžódžima, kde byl nalezen.

## Morfologie
Spiranthes hachijoensis je morfologicky nejpodobnější s S. hongkongensis, ale lze jej odlišit podle holých stonků. 

## Rozšíření
Japonsko (oblast Kjúšú [Kagošima a Mijazaki], oblast Šikoku [Kóči], region Čúbu [Aiči a Gifu] a region Kantó [Tokio, Čiba a Ibaraki]). Je pozoruhodné, že S. hachijoensis je rozšířen severněji než jeho příbuzný druh S. sinensis. Nový druh byl nalezen například i v parcích a na balkonech.

## Popis
Rostlina je vysoká 8 až 25 cm, má 2 až 6 listů, které tvoří přízemní růžici. Květenství vzpřímené, horní, 8–25 cm. Květ je vodorovný nebo převislý, mírně se otevírající. Kalich je zcela bílý nebo růžovofialový s bazální bílou částí. Okvětní lístky zcela bílé nebo růžovofialové s bílou bazální částí, čárkovité až kopinaté. Plod je elipsoidně vejčitý, 4,3 až 7,7 mm dlouhý, 2 až 3 mm široký, lysý. Semeno je dlouhé přibližně 0,6 mm.